# Thomas Ince (labdarúgó)
Thomas Christopher "Tom" Ince (Stockport, 1992. január 30.) labdarúgó, jelenleg a Huddersfield Town játékosa.

## Pályafutása

### Liverpool
A tavalyi szezonban ő volt az ifjúsági FA-kupa-csapat egyik sztárjátékosa és az ifikkel egészen a döntőig menetelt, közben remekül játszott.[forrás?]

### Notts County
2010. novemberétől, 2011. januárjáig  a Notts Countyhoz írt alá, ahol az apja edzősködött. November 6-án debütált a FA-kupa első fordulójában, egy Gateshead elleni 2-0-ra megnyert találkozón. November 13-án mutatkozott be a bajnokságban egy Exeter elleni vesztes mérkőzésen. December 11-én, karrier első gólját szerezte a Milton Keynes Dons elleni győztes meccsen.[forrás?]

## Család
Thomas édesapja a korábbi liverpooli kapitány Paul Ince, aki most a Blackpool vezetőedzője.[forrás?]